# Одиннадцать минут
«Одиннадцать минут» (порт. Onze Minutos) — роман 2003 года бразильского писателя Пауло Коэльо. Роман о поиске собственной истины скандально и натуралистично продолжает «женскую» тему, поднятую в некоторых предыдущих произведениях автора. 11 минут — столько в среднем, по наблюдениям главной героини, тратит человек на половой акт в день, что весьма мало (а значит и не стоит на этом так сильно заострять внимание). Роман Пауло Коэльо посвящает некоему Морису Гравелину, с которым встретился в Лурде.

## Сюжет
Проститутка Мария родилась в маленьком городке в бразильской провинции и мечтает о любви, детях и удачном замужестве. Поскольку каждые её любовные приключения заканчиваются провалом, она запрещает себе думать о любви, но мечтать о доме и детях не перестаёт.
В девятнадцать лет молодая девушка работает продавщицей в магазине, владелец которого в неё влюблён. Девушка собирает деньги, и после двух лет, имея на руках достаточную сумму, отправляется на неделю в город своей мечты — Рио-де-Жанейро. Там девушка в первый же день знакомится с богатым господином из Швейцарии. С этого знакомства и начинаются приключения будущей проститутки. Она подписывает контракт с Роже, который приглашает её в Швейцарию для выступления в кабаре и следует за ним. Перед отъездом героиня едет домой. Родители отпускают дочь, понимая, что не могут ничего поделать. Влюбленный хозяин делает ей предложение руки и сердца и готов её ждать. Мария едет в Швейцарию.
Там девушка узнаёт, что её обманули и обещанные деньги она не получит, что заставляет девушку остаться там и работать, чтобы заработать на обратный билет.
Тем временем, когда другие танцовщицы думают о замужестве, Мария записывается на курсы французского языка и решает заниматься саморазвитием. Там она знакомится с арабом и заводит с ним роман. Через некоторое время Мария прогуливает рабочий день, и Роже её увольняет. Та грозит ему судом и он выплачивает ей солидную сумму. Теперь у Марии есть деньги, но домой возвращаться она уже не хочет.
Следующее решение Марии — стать фотомоделью. Героиня высылает свои фотографии по модельным агентствам и одно из них устраивает ей встречу с богатым арабом, который предлагает ей провести с ним ночь. Мария соглашается и получает за это 1000 франков. Теперь у неё новый метод заработка, и она передумывает выходить замуж за хозяина магазина и возвращаться домой.
Девушка начинает работу в одной из дорогих заведений города «Копакабана», получая 300 франков с клиента.
Теперь она профессиональная проститутка и хозяйка своей судьбы. Она думает, что «чистый секс» длится одиннадцать минут и вообще все проблемы планеты в этих одиннадцати минутах.
Мария накопила уже достаточно денег и может позволить купить себе ферму в Бразилии. Она продолжает свою работу с девизом «не влюбляйся». Однажды, героиня встречает в баре одного художника, который намеревается написать её портрет. Тот её прежде видел в «Копакабане», но его это не отпугивает. Он видит в глазах девушки свет, который никогда ни у кого не видел.
Богатый Ральф Харт был дважды женат и считает, что секс — это скучно. Он обращается к Марии с просьбой научить его любить, но та любить не хочет, и отказав ему, продолжает свою жизнь. Спустя три дня художник появляется в «Копакабане» и забирает Марию к себе на всю ночь. Этой ночью между ними нет близости — они привыкают друг к другу.
Мария боится, что в итоге Ральф осознает истину того, что она простая проститутка, а он известный художник и бросит её. Она продолжает свою работу, хозяин сообщает, что Ральф «особый клиент». В один из следующих вечеров он поручает Марии ещё одного «особого клиента». Он отвозит её в отель, заплатив 1000 франков. Красивый, черноволосый англичанин оказывается садомазохистом, что Марию сильно тревожит. Впервые она испытывает оргазм с клиентом.
После этой ночи Мария считает, что обрела себя и делится этим с художником. Харт отвозит Марию в общественный сад, поздно вечером, заставляет раздеться и долго ходить босиком по колючему гравию. Мария почти теряет сознание. Этим Ральф доказывает ей, что боль бывает не только приятна, но и мучительна.
После случившегося испытания, в Марии появляется отвращение к своему ремеслу, а после — и вовсе покупает билет обратно в Бразилию. Вечером она приходит к Ральфу попрощаться. Они занимаются сексом, он просит её не уезжать, но она уходит. Мария до последнего надеется, что Харт за ней последует.
Не дождавшись чуда, Мария долетает до Парижа, чтобы пересесть на другой рейс. Вдруг она слышит знакомый голос. Это голос Ральфа, который прилетел в Париж до неё и ждёт свою избранницу с букетом цветов. Тут Мария понимает, что у неё впереди вся жизнь полная любви и забывает о ферме и хозяине магазина в Бразилии.
В заключение писатель благодарит бывшую проститутку, которая рассказала ему свою историю. «Мария» сейчас живёт «в Лозанне с мужем и двумя прелестными дочерьми»
Роман Пауло Коэльо посвящает некому Морису Гравелину, с которым встретился в Лурде.